# Melodie Robinson
Melodie Robinson (New Plymouth, 25 maggio 1973) è una giornalista ed ex rugbista a 15 neozelandese, attiva in carriera agonistica nel ruolo di terza linea ala e due volte campionessa del mondo con le Black Ferns.
Dopo la fine dell'attività sportiva entrò in Sky Sports NZ per cui divenne la prima (e rimase per diverso tempo l'unica) commentatrice di rugby al mondo.
Dal marzo 2019 è dirigente responsabile alla copertura dei grandi eventi sportivi dell'emittente di Stato Television New Zealand

## Biografia
Nata a New Plymouth in una famiglia appartenente alla iwi Ngāi Tahu, vanta nel proprio albero genealogico uno zio che vestì la maglia degli All Blacks e un bisnonno che rappresentò la squadra maori; ciononostante i suoi primi sport furono pallavolo e pallacanestro almeno fino al 1991 quando, trasferitasi a Dunedin per frequentare l'Università di Otago, rispose alla selezione della locale federazione provinciale che cercava giocatrici.
Nel 1996 debuttò nelle Black Ferns, la nazionale femminile neozelandese di rugby, e già due anni più tardi prese parte alla prima grande competizione ufficiale, la Coppa del Mondo 1998 nei Paesi Bassi, che le atlete in maglia nera vinsero battendo in finale gli Stati Uniti.
Dopo la laurea in educazione fisica a Dunedin, compì nel 2001 studi alla scuola di giornalismo di Wellington e nel 2002 fu convocata per la sua seconda Coppa del Mondo consecutiva, anch'essa oltremare, tenutasi in Spagna e vinta battendo l'Inghilterra in finale: a 29 anni, dopo il grande trionfo, abbandonò la carriera sportiva per necessità di un lavoro con cui garantirsi sostegno economico.
Già all'epoca conduttrice di uno show del mattino, le fu offerto di entrare nello staff di Sky Sports New Zealand, con cui iniziò a seguire gli incontri di Super 12, prima donna al mondo a seguire la disciplina e, per lungo tempo, anche l'unica nell'emittente.
Melanie Robinson ha commentato diverse edizioni della Coppa del Mondo e altre manifestazioni rugbistiche, oltre a dedicarsi anche all'attualità politica, alla produzione di programmi, sportivi e non, e ha ricoperto ruoli dirigenziali in Sky, il più importante dei quali quello di responsabile della comunicazione aziendale.
Grazie alla fama ottenuta, Mattel, la nota azienda statunitense produttrice di giocattoli, nel quadro dell'iniziativa di produrre bambole Barbie modellate su donne influenti per l'emancipazione femminile, ha dato a una di esse le fattezze di Melodie Robinson, prima neozelandese a essere raffigurata in tale serie.
Da marzo 2019 Robinson è dirigente della tv di Stato Television New Zealand, con l'incarico di responsabile della produzione dei grandi eventi sportivi, tra i quali la Coppa del Mondo 2019, i giochi paralimpici del 2020 e l'America's Cup 2021.

## Palmarès
- Coppe del mondo: 2
Nuova Zelanda: 1998, 2002